# Canon de Bayreuth

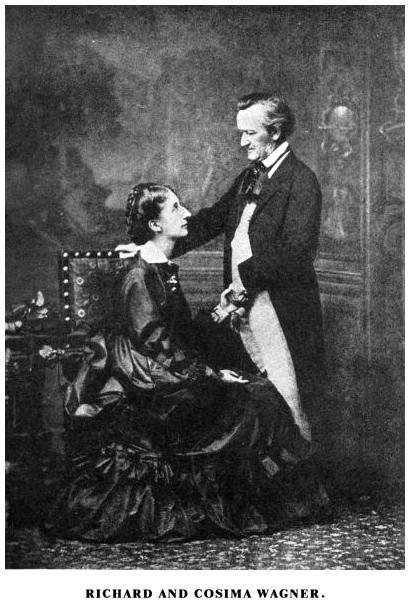
Richard Wagner y su segunda esposa, Cósima, definieron el Canon de Bayreuth.

El Canon de Bayreuth es un catálogo de óperas del compositor alemán Richard Wagner que han sido representadas en el Festival de Bayreuth. El festival, que está dedicado a la representación de estas obras, fue fundado por el compositor en 1876 en el municipio bávaro de Bayreuth bajo el mecenazgo de Luis II de Baviera, y ha continuado bajo la dirección de su familia desde su muerte. Aunque inicialmente no estaba planeado mantenerlos anualmente, desde 1882 se venía celebrando dos años sí y uno no y anualmente desde 1936, a excepción de la posguerra alemana (1945-1950), reanudándose en 1951 con el setenta y cinco aniversario. Su lugar de celebración es el Festspielhaus de Bayreuth, un teatro de ópera construido para el primer festival. A menudo se considera la asistencia al festival como una peregrinación realizada por los aficionados a Wagner.

## Componentes
Son diez las obras que componen el Canon de Bayreuth. Hasta la fecha, sólo dos directores han dirigido todas en el Festival: Felix Mottl, entre 1886 y 1901; y Christian Thielemann, que comenzó en el año 2000 con Los maestros cantores de Nuremberg y concluyó el canon en 2018 con Lohengrin.

### El anillo del nibelungo
El oro del Rin, La valquiria, Sigfrido y El ocaso de los dioses, todas ellas integrantes de la tetralogía conocida como El anillo del nibelungo. El Festival de Bayreuth fue creado para la primera representación completa de dicho ciclo de obras en 1876. Se volvió a representar el ciclo en Bayreuth en 1896, la única otra ocasión en la que la tetralogía ha sido llevada a escena sin estar acompañada por otras óperas. Desde entonces, ha aparecido en la mayoría de las ediciones del festival.

### Parsifal

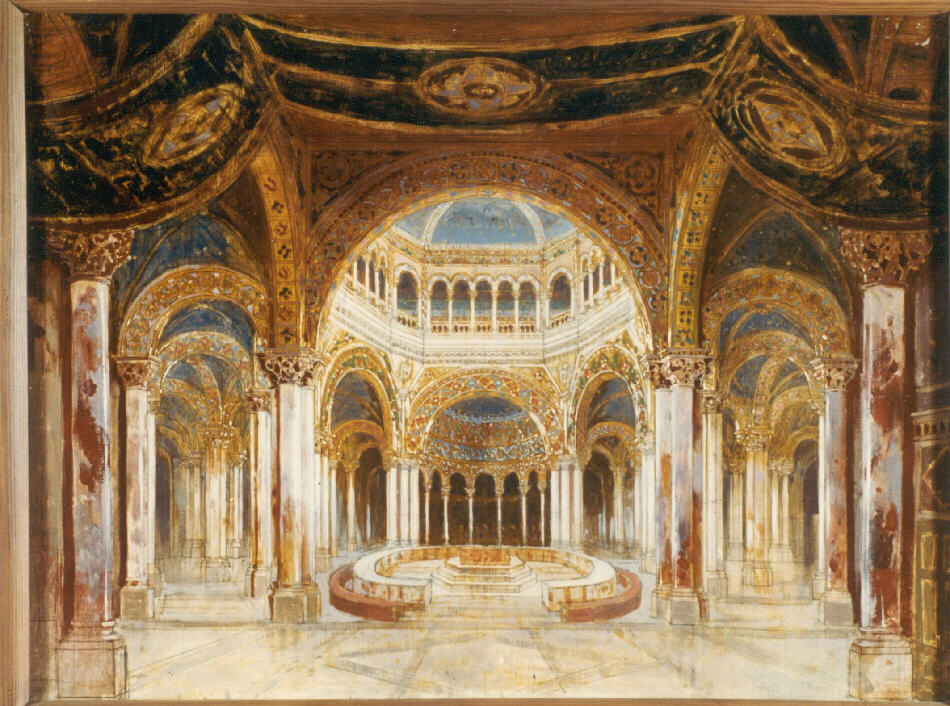
Representación del tercer acto de Parsifal en 1882.

Parsifal fue representada por primera vez en el segundo Festival de Bayreuth en 1882. El grado en el que Parsifal está asociado con el lugar, el Festspielhaus, la hace única entre las principales obras de teatro. Wagner denominó a la ópera un Bühnenweihfestspiel, que el director de ópera Mike Ashman traduce como «obra festival para la consagración del escenario». Ashman explica el significado de que tenía la intención de asegurar el futuro financiero de la Festspielhaus de Bayreuth y permitir a los herederos del compositor continuar realizando el festival de forma rentable. No se representó la obra en ningún otro lugar hasta 1903, cuando la Metropolitan Opera House de Nueva York rompió el embargo impuesto a las representaciones teatrales fuera de Bayreuth de Wagner y su viuda Cósima.
El número de veces que ha sido representada Parsifal en Bayreuth es muy superior al de los demás integrantes del canon. Es la única obra que ha sido representada en tres festivales (1882, 1883 y 1884) dedicados exclusivamente a su puesta en escena, y fue escenificada en cada temporada desde 1882 hasta el comienzo de la Segunda Guerra Mundial, con la excepción de 1896, cuando Cósima revivió el ciclo del Anillo por primera vez. La mayoría de estas representaciones fueron de la producción original, que fue realizada en 205 ocasiones antes de que se introdujera una nueva escenificación en 1934. Otra producción —del influyente nieto del compositor Wieland— fue puesta en escena todos los años desde 1951, cuando volvió a abrir Bayreuth después de la guerra, hasta 1973, acumulando 101 actuaciones.

### Otras obras

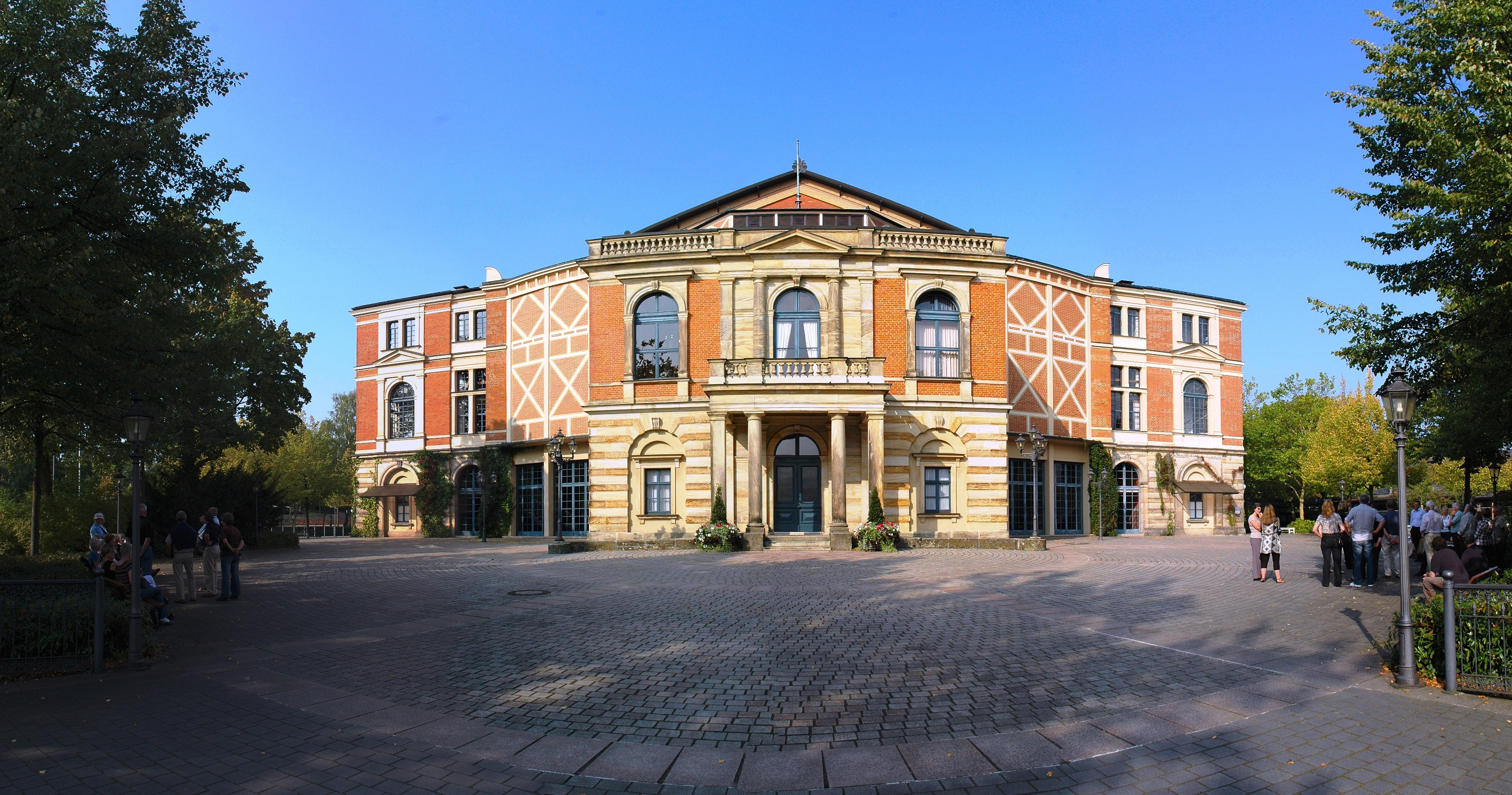
Richard Wagner diseñó el Festspielhaus de Bayreuth con el objetivo de representar sus óperas.

Cósima introdujo El holandés errante, Tannhäuser, Lohengrin, Tristán e Isolda y Los maestros cantores de Núremberg a partir de 1886, después de hacerse cargo de la dirección del festival de forma permanente. Al introducirlas, se cumplió la voluntad de su fallecido marido, pero a través de un largo periodo de tiempo. Los maestros cantores de Núremberg es la única obra del Canon, además de Parsifal y el ciclo del Anillo, que ha tenido ediciones enteras del festival dedicadas a ella, las de 1943 y 1944.

## El canon en su conjunto
Juntas, estas obras constituyen las últimas diez de las trece óperas que Wagner completó. Rechazó las tres primeras, Las hadas, La prohibición de amar y Rienzi, porque las consideraba obras de aprendiz. Aunque estas han sido representadas en otros lugares (y Rienzi fue muy popular en el siglo XX), las obras del canon las exceden, tanto en el número de representaciones ofrecidas como en el número de grabaciones disponibles. El término «Canon de Bayreuth» es usado en ocasiones para referirse a las óperas de madurez del compositor. Georg Solti fue el primer director en realizar las grabaciones de estudio completas de todas las obras del canon, comenzando en 1958 con El oro del Rin y acabando en 1986, con Lohengrin.

## Representaciones
Hasta la finalización del festival de 2012, se han realizado 2532 representaciones de las óperas en el canon en el Festival de Bayreuth, distribuidos en la siguiente tabla.
| Ópera                                                               | Completada | Estrenada                | Estreno en Bayreuth   | Temporada más reciente en Bayreuth (hasta 2017) | Total de representaciones en Bayreuth (hasta 2017) |
| ------------------------------------------------------------------- | ---------- | ------------------------ | --------------------- | ----------------------------------------------- | -------------------------------------------------- |
| El oro del Rin (Das Rheingold)                                      | 1854       | 22 de septiembre de 1869 | 13 de agosto de 1876  | 2017                                            | 229                                                |
| La valquiria (Die Walküre)                                          | 1856       | 26 de junio de 1870      | 14 de agosto de 1876  | 2017                                            | 226                                                |
| Sigfrido (Siegfried)                                                | 1869       | 16 de agosto de 1876     | 16 de agosto de 1876  | 2017                                            | 228                                                |
| El ocaso de los dioses (Götterdämmerung)                            | 1874       | 17 de agosto de 1876     | 17 de agosto de 1876  | 2017                                            | 232                                                |
| Parsifal                                                            | 1882       | 26 de julio de 1882      | 26 de julio de 1882   | 2017                                            | 530                                                |
| Tristán e Isolda (Tristan und Isolde)                               | 1859       | 10 de junio de 1865      | 25 de julio de 1886*  | 2017                                            | 238                                                |
| Los maestros cantores de Núremberg (Die Meistersinger von Nürnberg) | 1867       | 21 de junio de 1868      | 23 de julio de 1888*  | 2017                                            | 313                                                |
| Tannhäuser                                                          | 1845       | 19 de octubre de 1845    | 22 de agosto de 1891* | 2014                                            | 220                                                |
| Lohengrin                                                           | 1848       | 28 de agosto de 1850     | 20 de julio de 1894*  | 2015                                            | 232                                                |
| El holandés errante (Der Fliegende Holländer)                       | 1841       | 2 de enero de 1843       | 22 de julio de 1901*  | 2015                                            | 232                                                |

Leyenda
| Símbolo y color | Significado                      |
| --------------- | -------------------------------- |
|                 | Ciclo de El anillo del nibelungo |
|                 | Introducida por Richard Wagner   |
| *               | Introducida por Cósima Wagner    |